# جورج غيل (سياسي)
جورج غيل (بالإنجليزية: George Gale)‏ هو سياسي أمريكي، ولد في 3 يونيو 1756 في مقاطعة سومرست في الولايات المتحدة، وتوفي في 2 يناير 1815 في مقاطعة سيسيل في الولايات المتحدة. انتخب عضو مجلس النواب الأمريكي.